# Pantà del Marcet

El Pantà del Marcet, respecte del terme de Granera

El Pantà del Marcet és un petit embassament situat a la Riera del Marcet, en el terme municipal de Granera, de la comarca del Moianès.
Està situat en el sector central-oriental del terme de Granera, a llevant del nucli principal d'aquest poble, al costat sud-oest d'on hi ha la colònia tèxtil del Marcet, lloc on hi hagué la masia del Marcet. És just a migdia de la carretera BV-1245, al Pont del Marcet i a llevant de la masia de l'Agulló.